# Lucien Virmoux
 (novembre 2023).
Lucien Virmoux, né le 15 janvier 1900 à Lurcy-Lévis (Allier) et mort le 29 juillet 1987 à Aressy (Pyrénées-Atlantiques), était un ingénieur aéronautique français. Il a contribué à la naissance de l’industrie aéronautique roumaine dans l’entre-deux-guerres, en créant le prototype de chasseur IAR CV 11 avec son homologue roumain Elie Carafoli. En France, il a également proposé au gouvernement un projet de chasseur, mais celui-ci n’a pas été accepté.

## Biographie
Lucien Virmoux est diplômé de l'École centrale Paris (Promotion 1923).